# رجيعة (السبرة)

تعديل مصدري - تعديل

رجيعة هي إحدى قرى عزلة بلادالشعيبي العليا بمديرية السبرة التابعة لمحافظة إب، بلغ تعداد سكانها 240 نسمة حسب تعداد اليمن لعام 2004.